# Kovarce
Kovarce (in ungherese Kovarc) è un comune della Slovacchia facente parte del distretto di Topoľčany, nella regione di Nitra.